# Rivalité entre l'Allemagne et la France en football
Les confrontations Allemagne – France en football regroupent toutes les rencontres de football où se sont affrontées l'équipe d'Allemagne de football et l'équipe de France de football.

## Histoire
(juillet 2016).
Les informations dans cet article sont mal organisées, redondantes, ou il existe des sections bien trop longues. Structurez-le ou soumettez des propositions en page de discussion.
Avec le temps, il arrive que le contenu présent dans un article devienne désordonné. Il est souvent nécessaire de réorganiser l'article de fond en comble.
- Il faut tout d’abord répartir le contenu de l'article en plusieurs sections. Les informations doivent ensuite être exposées clairement et le plus synthétiquement possible, regroupées par sujet afin d'éviter les doublons. Quelqu'un cherchant une information précise doit pouvoir la trouver rapidement en lisant la section appropriée.
- À l'intérieur de chaque section, le texte, souvent initialement sous la forme de phrases éparses, doit être regroupé dans des paragraphes de quelques lignes, en assurant un enchaînement logique et une cohérence entre les phrases.
- Lorsque l'article ou l'une de ses sections développe trop longuement un point qui n'est pas dans le cœur du sujet traité, il convient de faire une synthèse et de transférer l'ancien contenu dans des articles plus appropriés (en cas de transfert, il faut impérativement respecter la procédure Aide:Scission).

Si vous pensez que ces points ont été résolus, vous pouvez retirer ce bandeau et améliorer le plan d'un autre article.

### Coupe du monde
L'Allemagne a participé à vingt phases finales de Coupe du monde et la France à seize. Les deux nations sont présentes ensemble lors du tournoi final à quinze reprises, soit l'ensemble des participations françaises à l'exception de l'édition 1930 où l'Allemagne ne s'était pas inscrite. Quatre matchs seulement ont mis aux prises les deux pays : une petite finale en 1958, deux demi-finales en 1982 et 1986 et un quart de finale en 2014.
En 1958, battus respectivement en demi-finale par la Suède et le Brésil, l'Allemagne et la France s'affrontent dans le match pour l'obtention de la troisième place. Les réservistes français souhaitent disputer la rencontre mais le responsable Paul Nicolas refuse et déclare avant-match : « Il n'en est pas question. Nous alignerons pour ce dernier match la meilleure équipe possible parce que, je vous rappelle, seuls les noms de trois premiers pays figurent au palmarès de la Coupe du monde ». L'équipe-type est reconduite à l'exception de Robert Jonquet et Roger Piantoni qui sont remplacés par Maurice Lafont et Yvon Douis. La France, très impliquée dans ce match tandis que l'Allemagne subit le contre-coup de son élimination, s'impose largement sur le score de 6-3. Le fait marquant de cette petite finale est le nombre de buts inscrits par l'attaquant français Just Fontaine dont le compteur affichait déjà neuf buts à l'issue de la demi-finale contre le Brésil. Il ouvre la marque au quart d'heure de jeu. À la 30e minute, le score est de 1-1 et la France bénéficie d'un penalty, Just Fontaine peut égaler le record de onze buts en une Coupe du monde du hongrois Sándor Kocsis établi lors de l'édition précédente. L'attaquant n'en fait pas une priorité et décide de laisser tirer Raymond Kopa qui convertit ce tir en but. En seconde mi-temps Fontaine inscrit trois nouveaux buts, ce qui porte son total sur l'ensemble du tournoi à treize buts. iI devient ainsi le meilleur buteur de la compétition ainsi que le plus prolifique sur une seule édition.
Le match le plus marquant se joue un quart de siècle plus tard, le 8 juillet 1982 à Séville en demi-finale de la Coupe du monde. La rencontre est qualifiée d'une des plus palpitantes et extraordinaires de l'Histoire. L'opposition entre un jeu élégant associé à la France et un jeu déterminé associé à l'Allemagne, le suspense, les retournements de situation dans un scénario finalement défavorable à l'équipe de France et la dramatique "affaire Battiston" restent gravés dans les mémoires,.
Lors de la Coupe du monde 1986 au Mexique, Allemands et Français se retrouvent à nouveau en demi-finale, quatre ans après le traumatisme de Séville. Les Bleus emmenés par Michel Platini viennent d'éliminer le Brésil de Zico dans un match épique, disputé à Guadalajara. Cependant la revanche tant attendue n'a pas lieu. L'équipe de France en panne de ressources s'incline logiquement 2-0 face à une solide Mannschaft (buts d'Andreas Brehme et Rudi Völler).
Le 4 juillet 2014, l'Allemagne s'impose 1-0 (but de la tête de Mats Hummels sur un coup franc de Toni Kroos) au Stade Maracanã de Rio de Janeiro, en quart de finale de la Coupe du monde. Le gardien allemand Manuel Neuer s'illustre avec de nombreuses interventions décisives, la dernière sur un tir à bout portant de Karim Benzema dans les arrêts de jeu.

### Championnat d'Europe
Éliminatoires et phases finales confondues, la France et l'Allemagne se rencontrent pour la première fois au cours d'un Championnat d'Europe de football en 2016 en demi-finale. Malgré la domination allemande, la France parvient à s'imposer pour la première fois face à l'Allemagne en compétition internationale depuis 1958 sur le score de 2 à 0 (doublé d'Antoine Griezmann).
La deuxième confrontation, lors du premier match de poule de l'Euro 2021, voit la France s'imposer sans vraiment trembler sur le score de 1-0 chez son rival, à Munich. L'unique but de la rencontre est signé Mats Hummels, contre son camp.

### Matchs amicaux
La France et l'Allemagne ont disputé 26 matchs amicaux. La France domine ces affrontements avec 11 victoires contre 9 pour les Allemands. La confrontation du 13 novembre 2015 a été assombrie par des explosions ayant eu lieu aux abords du Stade de France.

## Confrontations France-Allemagne
Le tableau suivant liste les confrontations officielles et amicales entre les deux sélections.
|    | Date              | Lieu                               | Match              | Score            | Compétition                                     |
| 1  | 15 mars 1931      | Colombes France                    | France - Allemagne | 1-0              | Match amical                                    |
| 2  | 19 mars 1933      | Berlin Reich allemand              | Allemagne - France | 3-3              | Match amical                                    |
| 3  | 17 mars 1935      | Paris France                       | France - Allemagne | 1-3              | Match amical                                    |
| 4  | 21 mars 1937      | Stuttgart Reich allemand           | Allemagne - France | 4-0              | Match amical                                    |
| 5  | 5 octobre 1952    | Colombes France                    | France - RFA       | 3-1              | Match amical                                    |
| 6  | 16 octobre 1954   | Hanovre Allemagne de l'Ouest       | RFA - France       | 1-3              | Match amical                                    |
| 7  | 28 juin 1958      | Göteborg Suède                     | France - RFA       | 6-3              | Coupe du monde 1958 (Petite finale)             |
| 8  | 26 octobre 1958   | Colombes France                    | France - RFA       | 2-2              | Match amical                                    |
| 9  | 24 octobre 1962   | Stuttgart Allemagne de l'Ouest     | RFA - France       | 2-2              | Match amical                                    |
| 10 | 27 septembre 1967 | Berlin Allemagne de l'Ouest        | RFA - France       | 5-1              | Match amical                                    |
| 11 | 25 septembre 1968 | Marseille France                   | France - RFA       | 1-1              | Match amical                                    |
| 12 | 13 octobre 1973   | Gelsenkirchen Allemagne de l'Ouest | RFA - France       | 2-1              | Match amical                                    |
| 13 | 23 février 1977   | Paris France                       | France - RFA       | 1-0              | Match amical                                    |
| 14 | 19 novembre 1980  | Hanovre Allemagne de l'Ouest       | RFA - France       | 4-1              | Match amical                                    |
| 15 | 8 juillet 1982    | Séville Espagne                    | RFA - France       | 3-3 ap (5-4) tab | Coupe du monde 1982 (Demi-finale)               |
| 16 | 18 avril 1984     | Strasbourg France                  | France - RFA       | 1-0              | Match amical                                    |
| 17 | 25 juin 1986      | Guadalajara Mexique                | France - RFA       | 0-2              | Coupe du monde 1986 (Demi-finale)               |
| 18 | 12 août 1987      | Berlin Allemagne                   | RFA - France       | 2-1              | Match amical                                    |
| 19 | 28 février 1990   | Montpellier France                 | France - RFA       | 2-1              | Match amical                                    |
| 20 | 1er juin 1996     | Stuttgart Allemagne                | Allemagne - France | 0-1              | Match amical                                    |
| 21 | 27 février 2001   | Saint-Denis France                 | France - Allemagne | 1-0              | Match amical                                    |
| 22 | 15 novembre 2003  | Gelsenkirchen Allemagne            | Allemagne - France | 0-3              | Match amical                                    |
| 23 | 12 novembre 2005  | Saint-Denis France                 | France - Allemagne | 0-0              | Match amical                                    |
| 24 | 29 février 2012   | Brême Allemagne                    | Allemagne - France | 1-2              | Match amical                                    |
| 25 | 6 février 2013    | Saint-Denis France                 | France - Allemagne | 1-2              | Match amical                                    |
| 26 | 4 juillet 2014    | Rio de Janeiro Brésil              | France - Allemagne | 0-1              | Coupe du monde 2014 (Quart de finale)           |
| 27 | 13 novembre 2015  | Saint-Denis France                 | France - Allemagne | 2-0              | Match amical                                    |
| 28 | 7 juillet 2016    | Marseille France                   | Allemagne - France | 0-2              | Euro 2016 (Demi-finale)                         |
| 29 | 14 novembre 2017  | Cologne Allemagne                  | Allemagne - France | 2-2              | Match amical                                    |
| 30 | 6 septembre 2018  | Munich Allemagne                   | Allemagne - France | 0-0              | Ligue des nations 2018-2019 (Ligue A, Groupe 1) |
| 31 | 16 octobre 2018   | Saint-Denis France                 | France - Allemagne | 2-1              | Ligue des nations 2018-2019 (Ligue A, Groupe 1) |
| 32 | 15 juin 2021      | Munich Allemagne                   | France - Allemagne | 1-0              | Euro 2020 (1er tour, groupe F)                  |
| 33 | 12 septembre 2023 | Dortmund Allemagne                 | Allemagne - France | 2-1              | Match amical                                    |
| 34 | 23 mars 2024      | Décines-Charpieu France            | France - Allemagne | 0-2              | Match amical                                    |
| 35 | 8 juin 2025       | Stuttgart Allemagne                | Allemagne - France | 0-2              | Ligue des nations 2024-2025 (3e place)          |

Le bilan est à l'avantage des Français. Les deux équipes se sont rencontrées à 34 reprises. Les Bleus ont gagné 15 fois, contre 11 pour l'Allemagne et 8 matches nuls. La France et l'Allemagne ont marqué chacune 52 buts. En compétition officielle majeure la France a gagné trois fois en 1958 pour une troisième place de coupe du monde, en 2016 en demi-finale du Championnat d'Europe de football 2016 et au premier tour du Championnat d'Europe de football 2020, contre 1 match nul et 2 victoires pour l'Allemagne.
Le but le plus rapide de l'Histoire des "France-Allemagne" s'est produit lors d'un match amical le 23 mars 2024. Le but a été marqué par Florian Wirtz en seulement 7 secondes. Ce jour-là, les Bleus se sont inclinés 0-2 à domicile.

## France - Allemagne de l'Est
Du temps de la RDA, avant la réunification allemande en 1990, l'équipe de France a été opposée à l'équipe d'Allemagne de l'Est de football à sept reprises.
|   | Date              | Lieu                          | Match        | Score | Compétition                                |
| - | ----------------- | ----------------------------- | ------------ | ----- | ------------------------------------------ |
| 1 | 16 novembre 1974  | Paris ( France)               | France - RDA | 2 - 2 | Qualifications pour l'Euro 1976            |
| 2 | 10 octobre 1975   | Leipzig ( Allemagne de l'Est) | RDA - France | 2 - 1 | Qualifications pour l'Euro 1976            |
| 3 | 8 décembre 1984   | Paris ( France)               | France - RDA | 2 - 0 | Qualifications pour la Coupe du monde 1986 |
| 4 | 11 septembre 1985 | Leipzig ( Allemagne de l'Est) | RDA - France | 2 - 0 | Qualifications pour la Coupe du monde 1986 |
| 5 | 19 novembre 1986  | Leipzig ( Allemagne de l'Est) | RDA - France | 0 - 0 | Qualifications pour l'Euro 1988            |
| 6 | 18 novembre 1987  | Paris ( France)               | France - RDA | 0 - 1 | Qualifications pour l'Euro 1988            |
| 7 | 24 janvier 1990   | Koweït City ( Koweït)         | France - RDA | 3 - 0 | Tournoi du Koweït 1990 (amical)            |

En 7 matchs, l'équipe de France a remporté 2 victoires, contre 3 pour l'équipe d'Allemagne de l'Est.
Lors des Jeux olympiques d'été de 1976 la France affronte l'Allemagne de l'Est en quart de finale de la compétition de football, le 25 juillet 1976. La RDA, future championne olympique, l'emporte sur le score de 4 à 0.

## Navigation